# Boneh-ye Jāberī
Boneh-ye Jāberī (persiska: جابِری, بنه جابری, Jāberī) är en ort i Iran.   Den ligger i provinsen Bushehr, i den centrala delen av landet, 700 km söder om huvudstaden Teheran. Boneh-ye Jāberī ligger 57 meter över havet och antalet invånare är 113.
Terrängen runt Boneh-ye Jāberī är varierad. Runt Boneh-ye Jāberī är det ganska glesbefolkat, med 43 invånare per kvadratkilometer. Närmaste större samhälle är Borāzjān, 10,8 km söder om Boneh-ye Jāberī. Omgivningarna runt Boneh-ye Jāberī är i huvudsak ett öppet busklandskap.